# (12079) Kaibab
(12079) Kaibab (1998 FZ73) – planetoida z pasa głównego asteroid okrążająca Słońce w ciągu 3,76 lat w średniej odległości 2,42 j.a. Odkryta 22 marca 1998 roku.